# Діброва (Роменський район)
Діброва —  селище в Україні, Сумській області, Роменському районі. Населення становить 391 особа. Входить до складу Хмелівської сільської громади. До 2020 орган місцевого самоврядування - Дібрівська сільська рада.

## Географія
Селище Діброва знаходиться на одному із витоків річки Хмелівка. На відстані до 2-х км розташовані села Дзеркалька, Володимирівка, Авраменкове та Касьянове (ліквідоване у 2008 році).

## Історія
Селище Діброва виникло у 1929 році.
Селище постраждало внаслідок геноциду українського народу, проведеного урядом СРСР 1932 - 1933 та 1946-1947 роках.

## Політика

### Парламентські вибори, 2019
На позачергових парламентських виборах 2019 року у селищі функціонувала окрема виборча дільниця № 590497, розташована у приміщенні будинку культури.
Результати
- зареєстровано 223 виборці, явка 59,19%, найбільше голосів віддано за «Слугу народу» — 51,52%, за Всеукраїнське об'єднання «Батьківщина» — 18,94%, за «Опозиційну платформу — За життя» — 8,33%[1]. В одномандатному окрузі найбільше голосів отримав Максим Гузенко (Слуга народу) — 37,98%, за Віктора Ладуху (Всеукраїнське об'єднання «Батьківщина») — 19,38%, за Анатолія Кобзаренка (самовисування) — 9,3%[2].

## Економіка
- ТОВ «Діброва».

## Соціальна сфера
- Школа.